# K.Chomanahalli, Kadur
K.Chomanahalli là một làng thuộc tehsil Kadur, huyện Chikmagalur, bang Karnataka, Ấn Độ.